# Shuangbaisaurus
Shuangbaisaurus — викопний рід тероподних динозаврів, що існував у раньому юрському періоді близько 200 млн років тому. Частину черепа знайдено у формації Фенцзяхе (провінція Юньнань, КНР).
Мав парні гребені над очима, схожа риса з Dilophosaurus і Sinosaurus, але їхня спорідненість, крім того, що всі вони примітивні тероподи, неясна. Череп довжиною 54 см.
Описано один вид — Shuangbaisaurus anlongbaoensis. Родова і видова назви на честь місця відкриття решток, повіт Шуанбай, містечко Аньлунбао (спрощ.: 安龙堡乡).